# Yorš (sommergibile)
Lo Yorš era un sommergibile a propulsione diesel-elettrica della classe Bars  in servizio durante la grande guerra e nel corso della guerra civile russa

## Storia

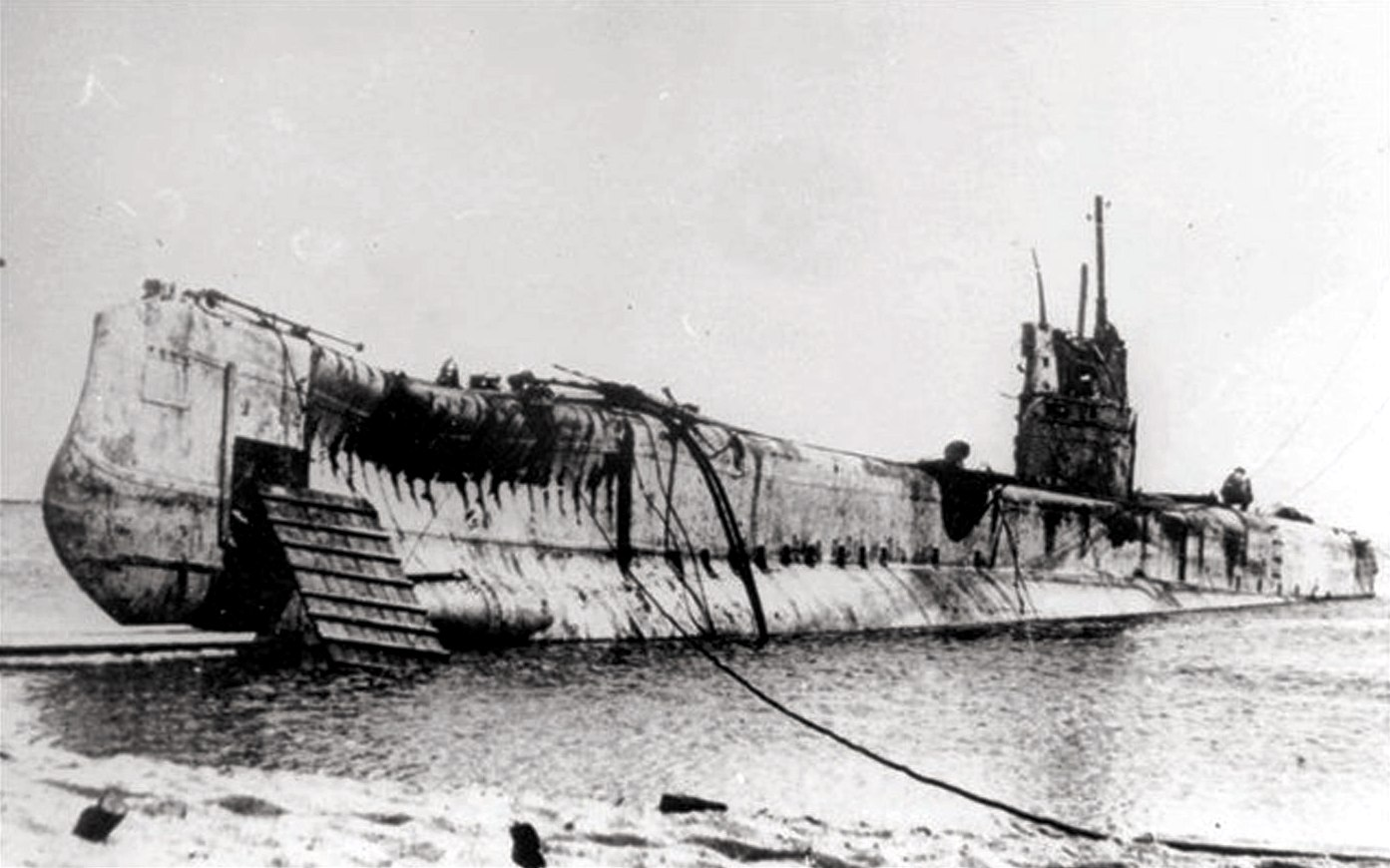
Il relitto del sommergibile Rabochiy una volta recuperato, fotografato nel 1933.

La costruzione del sommergibile Yorš, su progetto di Ivan Bubnov, fu nominalmente ordinata il 3 luglio 1914 presso il cantiere navale Nobel & Lessner di Reval, e l'unità fu destinata alla flottiglia militare siberiana.
La nave venne poi trasferita incompleta presso il cantiere navale del Baltico di San Pietroburgo per essere completata, e il 27 febbraio 1915 lo Yorš fu incluso negli elenchi della flotta del Baltico ed il trasferimento alla flottiglia siberiana fu annullato. L'11 novembre 1916, a causa dell'urgente necessità della flotta del Baltico di disporre di sommergibili posamine, si decise di modificare il disegno del sommergibile, su progetto di M.P. Naletov, dotandolo di un sistema di posizionamento delle mine sul modello del sottomarino Krab.
L'installazione di tubi lanciamine orizzontali interni, situati lungo le ordinate da 140 a 218, richiese modifiche significative allo scafo, soprattutto a poppa. L'armamento principale era costituito da 42 mine navali del tipo "PL", e da due tubi lanciasiluri a prua di calibro 457 mm. Varato nella primavera del 1917 lo Yorš entrò in servizio il 25 ottobre 1917 dello stesso anno ed entrò a far parte della Flotta Rossa degli operai e dei contadini.
Nel corso del 1917 il suo equipaggio prese parte attiva alle rivoluzioni di febbraio e di ottobre. Nel 1918 lo Yorš partecipò alla crociera sul ghiaccio della flotta baltica, trasferendosi da Reval a Helsingfors dal 21 al 25 febbraio e da Helsingfors a Kronstadt dal 5 al 10 aprile.
Nell'estate del 1918 l'unità fu sottoposta a lavori di riparazione e all'inizio del mese di agosto fu assegnata alla 3ª Divisione della Divisione sottomarini attiva, ma il 1 ottobre 1918 si verificò un incidente e lo Yorš andò nuovamente ai lavori. Rientrato in servizio attivo nel maggio 1919, a a partire dall'11 ottobre operò sul lago Ladoga. Il 1 ottobre 1921 l'unità fu ribattezzata PL-9, e il 1 novembre 1922 entrò in collisione con il similare PL-5 rimanendo leggermente danneggiata.
Il 31 dicembre 1922 ribattezzato B-9 Рабочий (Rabochiy), e il 19 giugno 1923 entrò in collisione con il sottomarino Большевик (Kommissar). Nel 1923-1924 subì un'importante revisione, e alla metà del giugno 1924, con la partecipazione della commissione tecnica, eseguì una missione di addestramento nei pressi del Faro di Tolbuchin.
Il 22 maggio 1931 durante le esercitazioni notturne congiunte, il Рабочий, al comando di Nikolai Tsarevsky, mentre navigava in superficie, fu speronato a babordo dal similare Krasnoarmiejetz. Il Рабочий rimase irreparabilmente danneggiato con l'apertura di una falla in un luogo inaccessibile per l'equipaggio, e l'unità affondò in cinque minuti con la morte di tutti e 45 i membri dell'equipaggio. A seguito delle indagini, tre membri dell'equipaggio del Krasnoarmiejetz furono arrestati e condannati: il comandante I. V. Timanov nominato tre giorni prima dell'incidente, il comandante A. D. Atavin e il commissario politico V. N. Tolkachev.
Il relitto dello Рабочий fu scoperto nel 1932, a una profondità di 84 metri, estremamente difficile da raggiungere per i subacquei subito dopo quello del monitore Rusalka, disperso in mare nel 1893.
Tra il marzo e il luglio 1933 il relitto fu gradualmente sollevato dalla nave di soccorso Kommuna. L'equipaggio del sommergibile fu sepolto in una fossa comune nel cimitero russo della città di Kronstadt, mentre il relitto del Рабочий fu demolito poco tempo dopo.

### Annotazioni
1. ↑  A quel tempo le tabelle di decompressione erano state sviluppate solo per una profondità fino a 45 metri.,

### Fonti
1. 1 2  Polmar, Noot 1991, p. 238.
2. ↑  Polmar, Noot 1991, p. 48.
3. 1 2  Polmar, Noot 1991, p. 24.
4. 1 2 3 4 5 6 7 8 9 10 11 12 13 14 15 16  Deepstorm.
5. 1 2  Polmar, Noot 1991, p. 30.